# بوکاچیو ۱۹۱۴۹
سیارک ۱۹۱۴۹ (به انگلیسی: 19149 Boccaccio، نامگذاری:1990EZ2) نوزده هزار و صد و چهل و نهمین سیارک کشف شده‌است که در ۲ مارس ۱۹۹۰ کشف شد.
قدر مطلق سیارک برابر ۳۳.۸ است.